# Chirotica productor
Chirotica productor är en stekelart som beskrevs av Aubert 1982. Chirotica productor ingår i släktet Chirotica och familjen brokparasitsteklar. Inga underarter finns listade i Catalogue of Life.